# Monsieur de Pourceaugnac (film, 1985)
Pour les articles homonymes, voir Monsieur de Pourceaugnac (homonymie).
Pour plus de détails, voir Fiche technique et Distribution.
Monsieur de Pourceaugnac est un film français réalisé par Michel Mitrani, sorti en 1985. Il s'agit de l'adaptation de la pièce de Molière, Monsieur de Pourceaugnac.

## Fiche technique
- Titre français : Monsieur de Pourceaugnac
- Réalisation : Michel Mitrani
- Scénario : Michel Mitrani d'après la pièce éponyme de Molière
- Photographie : Claude Lecomte
- Musique : Pierre Jansen
- Production : Roger Coggio
- Pays d'origine :  France
- Format : Couleurs - Mono
- Genre : comédie
- Date de sortie : 24 avril 1985

## Distribution
- Michel Galabru : Monsieur de Pourceaugnac
- Roger Coggio : Sbrigani
- Fanny Cottençon : Julie
- Jérôme Anger : Eraste
- Jean-Paul Roussillon : Oronte
- Rosy Varte : Nérine
- Anne-Marie Joubert : Lucette
- Michel Aumont : Le premier médecin
- Paul Le Person : Le second médecin
- Jean-Pierre Castaldi : Le premier suisse
- Michel Mitrani : Louis XIV